# 都道府県対抗全日本女子柔道大会
都道府県対抗全日本女子柔道大会（とどうふけんたいこうぜんにほんじょしじゅうどうたいかい）は女子柔道の日本全国大会。1985年に岡山県民の創意と熱意によって誕生した大会で、日本国内の女子柔道大会としては福岡国際女子柔道選手権大会（1983年に第1回を開催）に次いで古い歴史を持ち、福岡国際女子柔道選手権大会が2006年に終了（2007年から「嘉納治五郎杯国際柔道選手権大会」に吸収され、「嘉納治五郎杯東京国際柔道大会」→「グランドスラム・東京」として東京で開催）後は、最も古い歴史を持つ大会となった。
しかし開催する岡山県が2008年に財政危機宣言を行ったことで、大会の助成が困難となったため、2009年の第25回をもって大会を終了した。

## 大会概要
- 主催：全日本柔道連盟
- 共催：岡山県・岡山市・岡山市教育委員会・山陽新聞社
- 主管：岡山県柔道連盟・山陽放送
- 後援：文部科学省・岡山県教育委員会・講道館・中国地区柔道連盟・岡山県柔道整復師会
- 会場：岡山武道館（第1回～）

47都道府県代表の48チーム（開催地の岡山県のみ岡山と岡山選抜（若手中心の選抜チーム）の2チームが出場）による団体戦で2日間にわたって行われる。
2007年開催の第23回大会までは、1日目に予選リーグ（3チームずつ1組として3チームでの総当たり戦）が行われて、2日目に予選リーグ戦各組1位チームによる決勝トーナメントが行われていたが、2008年・2009年開催の第24回・第25回大会では、2日間のトーナメント戦（1日目が1・2回戦、2日目が3回戦、準々決勝、準決勝、決勝をそれぞれ実施）に試合方法が変更となった。
実業団や学校単位での柔道団体戦が多い中で、この大会は国民体育大会などとともに数少ない都道府県単位での団体戦であることが特徴であった。

## 歴代優勝チーム
- 1985年（第1回）：岡山県A
- 1986年（第2回）：東京都
- 1987年（第3回）：東京都
- 1988年（第4回）：茨城県
- 1989年（第5回）：茨城県
- 1990年（第6回）：茨城県
- 1991年（第7回）：大阪府
- 1992年（第8回）：兵庫県
- 1993年（第9回）：東京都
- 1994年（第10回）：東京都
- 1995年（第11回）：埼玉県
- 1996年（第12回）：広島県
- 1997年（第13回）：大阪府
- 1998年（第14回）：埼玉県
- 1999年（第15回）：富山県
- 2000年（第16回）：茨城県
- 2001年（第17回）：大阪府
- 2002年（第18回）：茨城県
- 2003年（第19回）：埼玉県
- 2004年（第20回）：茨城県
- 2005年（第21回）：兵庫県
- 2006年（第22回）：兵庫県
- 2007年（第23回）：東京都
- 2008年（第24回）：熊本県
- 2009年（第25回）：岡山県

## TV放送
予選リーグは山陽放送（RSK）のみの放送。決勝トーナメントは2001年までRSKを制作局としてJNN系列全国ネットで放送されたが、2002年からRSK制作のJNN系列全国ネット番組が今大会から「さぬきうどん」特番（2005年まで、2006～07年は駅弁に関した、2008年はマグロに関した、2009年以降は「ベストオブごはんの友」と特番になる）を放送するようになったことから、2002年開催の第18回大会以降はRSKとBS-i（現・BS-TBS）の2局のみに転換されている（2006年のみBS-iでの放送はなし）。ちなみにBS-iでの放送となった2002年以降ハイビジョン制作となる（RSKアナログ放送では上下黒帯の16:9レターボックスサイズでの放送）。
- 2007年の放送

解説：長井淳子（全日本柔道連盟女子ジュニアコーチ）
ゲスト：古賀稔彦（全日本柔道連盟女子強化委員・環太平洋大学体育学部体育学科教授兼女子柔道部総監督・「古賀塾」塾長）
実況：篠田和之（フリーアナウンサー、元RSKアナウンサー）
レポーター：小沢典子・守口香織（いずれもRSKアナウンサー）
- 2008年の放送

解説：中村順子（全日本柔道連盟女子ジュニアコーチ）
ゲスト：古賀稔彦
実況：篠田和之
レポーター：小沢典子・守口香織（いずれもRSKアナウンサー）
- 2009年の放送

ゲスト：阿武教子（全日本柔道連盟女子ジュニアコーチ）
ゲスト：渡辺涼子（全日本柔道連盟女子ジュニアコーチ・金沢学院大学経営情報学部スポーツビジネス学科教授）
実況：篠田和之
レポーター：辻文香・清水春樹（いずれもRSKアナウンサー）
※篠田アナは、RSK局アナ時代から同大会の実況・リポーターを担当していた（2005年は除く）。